# Amsterdam Cup
De Amsterdam Cup is in de Nederlandse golfwereld al decennialang bekend als het belangrijkste Four Ball Better Ball-toernooi in Nederland. Tevens is dit het officiële Nederlands Kampioenschap Four Ball Better Ball. Het wordt altijd in september op de Amsterdamse Golf Club gespeeld en staat ook open voor spelers die geen lid zijn van de Amsterdamse Golf Club.
Het toernooi is voor heren-amateurs en wordt sinds 1953 gespeeld, steeds over 36 holes, van de backtees en zonder verrekening van handicap. De deelnemers mogen samen maximaal handicap 14 hebben, en individueel niet hoger dan 10. 
De eerste tientallen jaren werd de Amsterdam Cup gespeeld op de toenmalige baan van de Amsterdamse Golf Club. Die golfbaan had toen nog 18 holes. Tegenwoordig speelt daar de Golfclub Amsterdam Old Course en is het een 9-holesgolfbaan geworden. In 1990 verhuisde de Amsterdamse Golf Club naar haar huidige 18-holeslocatie.

## Winnaars
| - 1953: - 1954: - 1955: - 1956: - 1957: - 1958: P.J.M. Fruytier en F. Wiegers - 1959: Joan Dudok van Heel en B. Hylkema - 1960: J.F. Gregory en Robbie van Erven Dorens - 1961: Ajef Knappert en G. Emsens - 1962: Joan Dudok van Heel en B. Hylkema - 1963: J.A.P. van Weegen en A. Roland Holst - 1964: G. van Reede en Lout Mangelaar Meertens - 1965: Rolf Olland en A. Roland Holst - 1966: Robbie van Erven Dorens en J.F. Gregory - 1967: A. de WItt Puyt en Michiel Eykman - 1968: A.G. Henderson en J.W. Hoving - 1969: Piet Hein Streutgers en Jaap van Neck - 1970: A.G. Henderson en J.W. Hoving - 1971: Carel Braun en T. Roosenburg - 1972: Carel Braun en T. Roosenburg - 1973: C.W. Verloop en Th. van Dijk - 1974: Jaap van Neck en Piet Hein Streutgers - 1975: Jaap van Neck en Piet Hein Streutgers - 1976: Carel Braun en Barend van Dam - 1977: Jaap van Neck en Piet Hein Streutgers | - 1978: Carel Braun en Barend van Dam - 1979: J. Heinen en Toby Rijks - 1980: E. Herzberger en Bart Nolte - 1981: Carel Braun en Barend van Dam - 1982: A.J. Deknatel en F. van Ettinge - 1984: Jaap van Neck en H. Lemmens - 1986: Toby Rijks en J.P. Heinen - 1987: J.F. Berg en J.J.M. Muffels - 1988: J.F. Berg en J.J.M. Muffels - 1989: Stéphane Lovey en P.F. Lovey - 1991: Casper Knol en Robbert Stokmans - 1992: Bart Nolte en Barend van Dam - 1993: niet gespeeld - 1994: Piet Hein Streutgers en Jan Willem Molenaar - 1995: Daan Slooter en Michael Vogel - 1996: J. Aperghis en Maarten Delfortie - 1997: J. Aperghis en Maarten Delfortie - 1998: N. Boesen en Jeroen Stevens - 1999: Bart Nolte en Barend van Dam - 2000: Bart Nolte en Maarten van de Berg - 2001: A. v.d. Valk en R. van Groeningen - 2002: J. Aperghis en Rik Ruts - 2003: A. Krijt en Alister Munro - 2004: J. Maree en W. Roest - 2005: Vincent Hubert en Tom Donders | - 2006: niet gespeeld - 2007: Anand van Deventer en Robert Niemer - 2008: niet gespeeld in verband met de baanrenovatie - 2009: Harmen Hubert en Vincent Hubert met 134 - 2010: Bart Nolte en Nick Nolte - 2011: Brian Adams en Arno van der Wijk - 2012: Brian Adams en Arno van der Wijk met 139 - 2013: Boudewijn Hubert en Vincent Hubert met 135 - 2014: Boudewijn Hubert en Vincent Hubert met 135 - 2015: Job Jan Simmelink en Bas Post met 133 - 2016: Dennis Asselbergs en Max Albertus met 132 - 2017: Job Jan Simmelink en Bas Post met 135 - 2018: Dario Antonisse en Nick Nolte met 129 - 2019: Dario Antonisse en Nick Nolte - 2020: niet gespeeld in verband met COVID- restricties - 2021: Cees van Schie en Jan Fokkens met 138 - 2022: Job Jan Simmelink en Bas Post met 133 - 2023: Bram Leenaars en Daniël de Jong met 129 - 2024: Job Jan Simmelink en Bas Post met 131 |

1. ↑   NGF-wedstrijden. Gearchiveerd op 14 september 2019.